# El Tobarito
El Tobarito är en ort i Mexiko.   Den ligger i kommunen Cajeme och delstaten Sonora, i den nordvästra delen av landet, 1 400 km nordväst om huvudstaden Mexico City. El Tobarito ligger 47 meter över havet och antalet invånare är 9 065.
Terrängen runt El Tobarito är platt, och sluttar västerut. Runt El Tobarito är det ganska tätbefolkat, med 80 invånare per kvadratkilometer. Närmaste större samhälle är Ciudad Obregón, 13,7 km norr om El Tobarito. Trakten runt El Tobarito består till största delen av jordbruksmark.